# Alexander Hetterle
Alexander Hetterle (* 24. Juli 1969) ist ein deutscher Schauspieler und Theaterregisseur.

## Leben
Alexander Hetterle hat seit 1990 zahlreiche Theaterengagements und Gastverträge. Seine erste Verpflichtung führte ihn an das Brandenburger Theater. Die nächsten Stationen waren das Berliner Maxim-Gorki-Theater, das Landestheater Neustrelitz, das Theater Junge Generation in Dresden und das Staatstheater Cottbus. Von 1999 bis 2001 hatte er einen Festvertrag an der Neuen Bühne Senftenberg. Von dort führte ihn sein Weg an das Schauspiel Hannover, 2002 und 2003 wirkte Hetterle bei den Freilichtspielen Schwäbisch Hall mit. Über das Theater Rudolstadt kam er 2004 an das Theater Chemnitz, dessen Ensemble er bis 2008 angehörte. Es folgten Verpflichtungen an das Theater Heilbronn und das Berliner Schlosspark Theater. Während seiner Berliner Zeit agierte Hetterle auch beim Kabarett Die Stachelschweine. Von 2013 bis 2016 folgte erneut ein mehrjähriges Festengagement, diesmal am Mainfranken Theater Würzburg. Seit 2016  ist er Ensemblemitglied am Landestheater Linz.
Bekannte Rollen Hetterles waren der Tybalt in Romeo und Julia, Sebastian, später Andrew Bleichenwang in Was ihr wollt, Lucentio in Der Widerspenstigen Zähmung und der Puck im Sommernachtstraum (alle von William Shakespeare). Er spielte auch in mehreren Stücken von Henrik Ibsen, so Ragner in Baumeister Solness, Krogstad und Thorvald Helmer  in Nora oder Ein Puppenheim und Dr. Stockmann in Ein Volksfeind. Hetterle war Mephisto in beiden Teilen von Goethes Faust und Saladin in Nathan der Weise von Gotthold Ephraim Lessing. Titelfiguren verkörperte er in Othello (Shakespeare) und im Prinz von Homburg von Heinrich von Kleist.
In Senftenberg, Chemnitz, Würzburg und Linz war und ist Hetterle auch als Regisseur tätig, ferner hatte er Lehraufträge an der Hochschule für Musik und Theater „Felix Mendelssohn Bartholdy“ Leipzig und der Berliner Humboldt-Universität.
Alexander Hetterle ist der Sohn des Schauspielerpaares Albert (1918–2006) und Monika Hetterle (* 1940). Sein älterer Bruder Marc arbeitet ebenfalls als Schauspieler.

## Filmografie
- 1982: Der Lumpenmann
- 1989: Grüne Hochzeit
- 1991: Stein